# 573

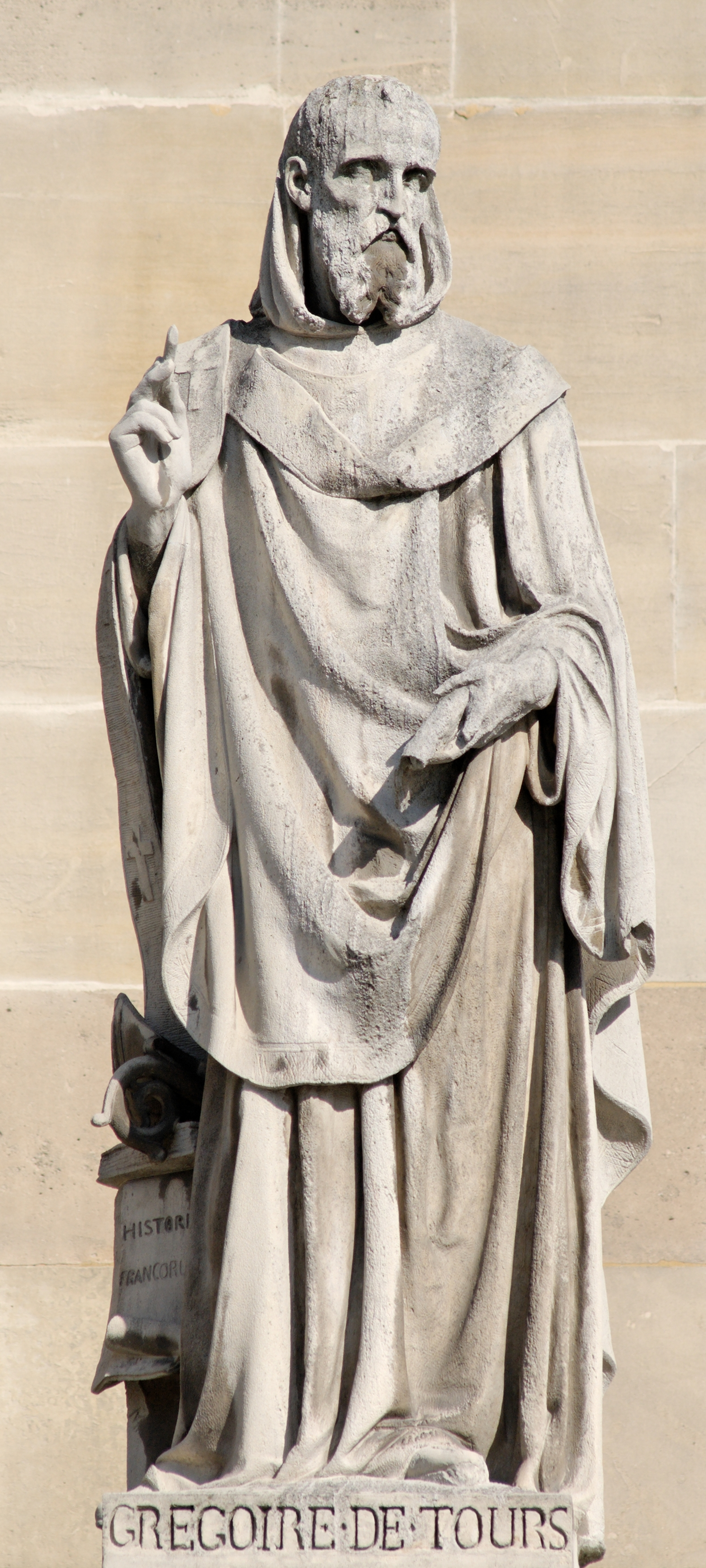
Gregório de Tours (c. 538–594)

O ano 573 ( DLXXIII ) foi um ano comum do calendário juliano no século VI, que teve início e fim num domingo, com a letra dominical A.  A denominação 573 para este ano usou-se desde o primeiro período medieval, quando a era civil de Anno Domini se tornou o método prevalecente na Europa para nomear anos.
| Ano completo                    |
| ------------------------------- |
| Ano comum com início ao domingo |

## Eventos

### Por lugar

#### Império Bizantino
- Guerra bizantino-sassânida de 572–591 : forças persas sob o comando do rei Khosrau I capturaram o reduto bizantino de Dara , depois de seis meses de cerco.  Enquanto isso, um pequeno exército persa sob Adarmahan avança da Babilônia pelo deserto , atravessa o rio Eufrates e destrói a Síria.  As cidades de Apamea e Antiochia são saqueadas.[1]

#### Europa
- O rei Sigeberto I vai à guerra contra seu meio-irmão Quilperico I de Nêustria, a pedido de sua esposa, Brunilda.  Ele apela aos alemães na margem direita do Reno em busca de ajuda, e eles atentamente atacam os arredores de Paris e Chartres.
- Os lombardos novamente atacam a Gália do Sul, mas são derrotados pelos francos sob Mummolus , patrício e filho do conde galo-romano de Auxerre , e são expulsos.
- O rei Cleph completa a conquista da Toscana pela Lombardia (região central da Itália ) e estende seu domínio até os portões de Ravenna.
- Sigibert I nomeia Gregório para suceder ao primo de sua mãe, Eufronius , como bispo de Tours (data aproximada).

#### Grã-Bretanha
- A batalha de Arfderydd é travada entre Gwenddoleu ap Ceidio e os filhos de Eliffer, Gwrgi e Peredur.  As forças de Gwenddoleu são mortas e Myrddin Wyllt fica louco ao ver essa derrota (de acordo com os Annales Cambriae ).

### Por tópico

#### Religião
- O Papa João III é forçado pelos lombardos a se retirar de Roma e passa a residir nas Catacumbas ao longo da Via Appia (data aproximada).

## Nascimentos
- Abu Bakr , Califa Muçulmano (data aproximada)
- Chen Yin , príncipe herdeiro da dinastia Chen
- Dou Jiande , general da dinastia Sui (d. 621 )
- Jing Di , imperador do norte de Zhou (m. 581 )
- Lupus of Sens , bispo francês (data aproximada)

## Mortes
- 11 de junho – Emilian de Cogolla , santo ibérico (b. 472)
- Brendan de Birr , abade irlandês (data aproximada)
- Gwenddoleu ap Ceidio , rei da Bretanha
- Narses , general bizantino (n. 478 )
- Wang Lin , general chinês (n. 526 )